# Cynarctina
Cynarctina — вимерла клада підродини псових Borophaginae, яка походить із Північної Америки. Вони жили з раннього до середнього міоцену 16,0—10,3 млн років тому. Цинарктини мали округлі горбки на корінних зубах, подібні до тих, що спостерігаються у живих ведмедів, що свідчить про те, що вони, ймовірно, були всеїдними.